# Emil Milan
Emil Milan (* 2. April 1859 in Frankfurt am Main als Jacob Emil August Meyer; † 13. März 1917 in Charlottenburg) war ein deutscher Theaterschauspieler, Rezitator und Regisseur.

## Leben und Wirken

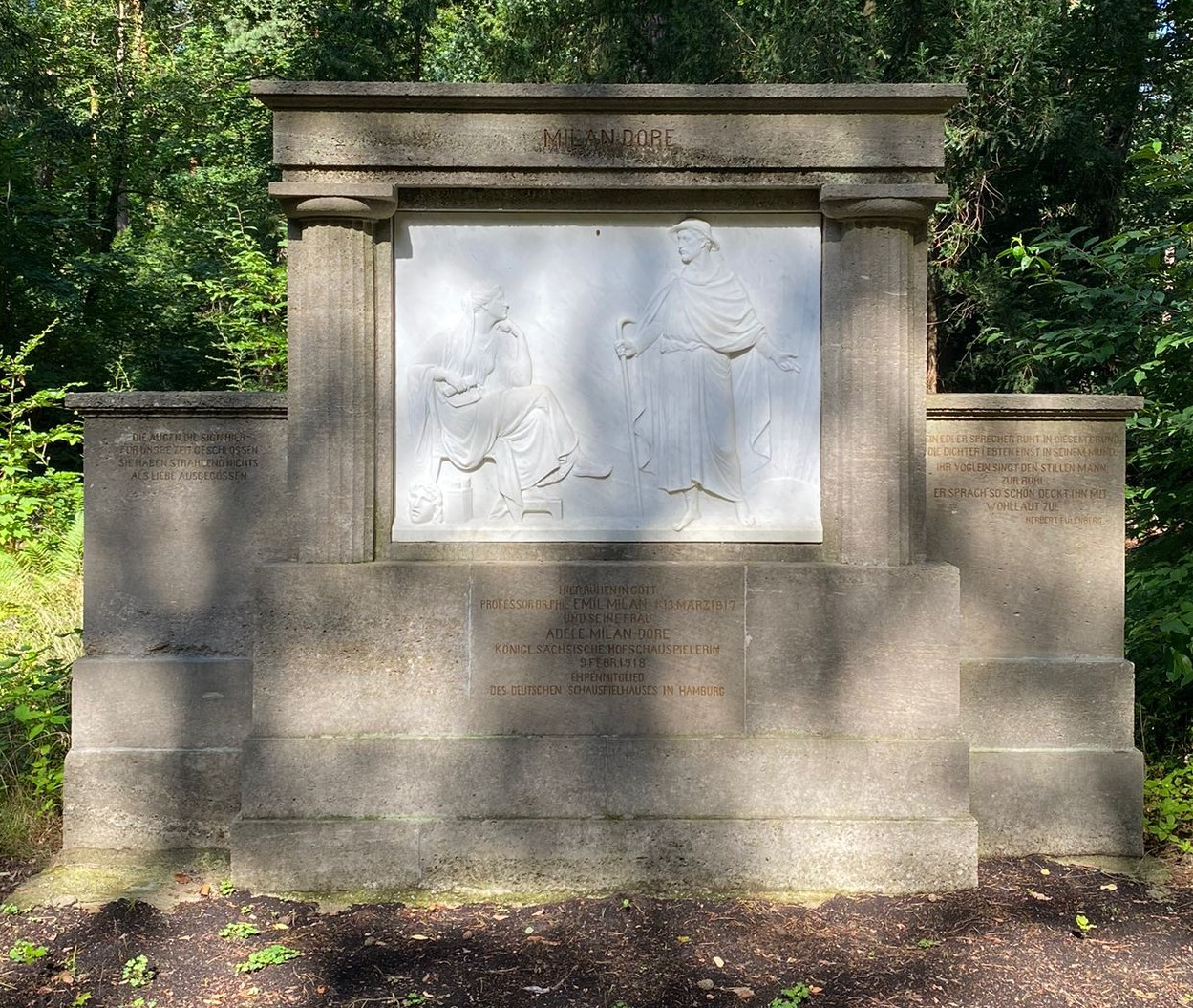
Grabstätte auf dem Südwestkirchhof Stahnsdorf

In seiner Geburtsstadt Frankfurt am Main besuchte er die Wöhlerschule und das Gymnasium. Danach beschritt er zunächst die kaufmännische Laufbahn, gab sie aber bald auf, um sich dem Theater zu widmen. Er absolvierte auch einen Einjährig Freiwilligen-Dienst. In der Folge wirkte er als Schauspieler in Hagen (1886), am Hoftheater in Meiningen (1886/87) und am Stadttheater in Köln (1888–1892), wo er sich auch als Regisseur betätigte. Dann versuchte er sich erfolgreich als Vortragskünstler. 1897 wurde er in Frankfurt am Main Mitglied der Freimaurerloge Zur Einigkeit. Um sein Wissen zu vertiefen, studierte er ab 1899 – im Alter von 40 Jahren – deutsche Sprache und Literatur an der Universität Zürich, wo er 1904 auch als Dr. phil. promoviert wurde. Schon ab 1903 war er als Lektor für Vortragskunst an der Universität Berlin angestellt, wo er spezielle Vorlesungen und Kurse abhielt. Weiterhin führte er noch Lehrveranstaltungen an der 1905 von Max Reinhardt eingerichteten Schauspielschule des Deutschen Theaters durch. Hier war er ab 1906 ebenfalls noch als Regisseur wirksam. Am 3. März 1915 wurde ihm „in Anerkennung seiner wissenschaftlichen Leistungen“ das Prädikat als Professor verliehen. Sein ganzes Wirken hat wesentlich zur Entwicklung des späteren Faches Sprechkunde und Sprecherziehung beigetragen. Außerdem war er selbst ein brillanter Redner und Sprecher. Seine öffentlichen Lesungen, z. B. mit Gerhart Hauptmanns Bahnwärter Thiel, hatten großen Erfolg.
Der große jüdische Schauspieler Alexander Granach erzählt in seinen Memoiren voller Dankbarkeit, wie er als Heranwachsender auf Empfehlung des Malers Hermann Struck als Freischüler von Milan Unterricht erhielt.
Im Juni 1902 gestattete ihm der Senat zu Hamburg den Familiennamen Milan zu führen. Er war mit der Schauspielerin Adele Doré (1869–1918) verheiratet. Beider Grabstätte befindet sich auf dem Südwestkirchhof Stahnsdorf.

## Schriften
- C.F.Meyers „Balladen“ in ihrer alten und neuen Gestalt: Beilage zur Allgemeinen Zeitung vom 9. Juni 1891, S. 1–5
- Heimat. Ein unmusikalisches Schauspiel in zwei Aufzügen für Crefeld und andere Provinzstädte, Köln 1893
- Wintersonnenwende. Lustspiel, 1899
- Das Herz in der Sprache der Minnesänger, Frauenfeld 1904 (Diss.)
- Trari-Trara. Bilder für die Kleinen von F.W.Kleukens und Reimen von Emil Milan, Steglitz-Berlin 1905